# Nicolas de Longrée
Le chevalier Nicolas de Longrée (1784-1875) est un aristocrate, fonctionnaire et homme politique belge du XIXe siècle, de tendance catholique, il fut député du district de Ruremonde dans la province du Limbourg, jusqu'à son rattachement aux Pays-Bas en 1839, rattachement auquel il s'est fortement opposé.

## Origines
En 1817, son père, l'avocat Charles de Longrée (1737-1818), obtint du royaume uni des Pays-Bas, la reconnaissance de sa noblesse avec le titre de chevalier, pour lui-même et pour tous ses descendants mâles, plus précisément pour ses trois fils : Antoine, Nicolas et Jacques.

## Famille
Il a épousé Marie-Sophie Thönissen (1796-1873) en 1817. Ils eurent neuf enfants, dont deux fils. L'aîné est né à Poperinge et les huit suivants à Ruremonde.
Après 1839, le couple vécut à Louvain, où ils moururent tous les deux. Les enfants les ont suivis en Belgique et ont suivi diverses carrières.

## Carrière
Après avoir été officier sous l'Empire français, le chevalier Nicolas de Longrée devient contrôleur des fonctions d'entrée et de sortie du port d'Anvers. Il devient ensuite commissaire d'arrondissement de Ruremonde (1832-1839) et de Maaseik (1839-1841) sous la domination belge.
Entre-temps, en 1833, il est élu représentant catholique du peuple pour le district de Ruremonde, et il occupe ce mandat jusqu'au 16 juillet 1839, date à laquelle le traité des XXIV articles entre en vigueur et le district qu'il représente est séparé de la Belgique et rejoint, les Pays-Bas. A la Chambre des représentants il avait voté contre ce transfert, après avoir prononcé, le 9 mars 1839 un discours dans lequel il avait décrit dans les termes les plus sombres l'avenir de la population touchée par ces modifications de frontières. Il opte personnellement pour la Belgique après le rattachement aux Pays-Bas d'une partie de la province de Limbourg.